# Distretto di Laupen
Il distretto di Laupen era uno dei 26 distretti del cantone di Berna in Svizzera. Confinava con i distretti di Aarberg a nord-ovest, di Berna a nord e a est, con il Canton Friburgo (distretti di Sense a sud e di See a ovest) e con il Canton Vaud (distretto di Avenches) a ovest. Il comune di Laupen era il capoluogo del distretto. La sua superficie era di 88 km² e contava 11 comuni:
I suoi comuni sono passati alla sua soppressione al Circondario di Berna-Altipiano svizzero.

## Comuni

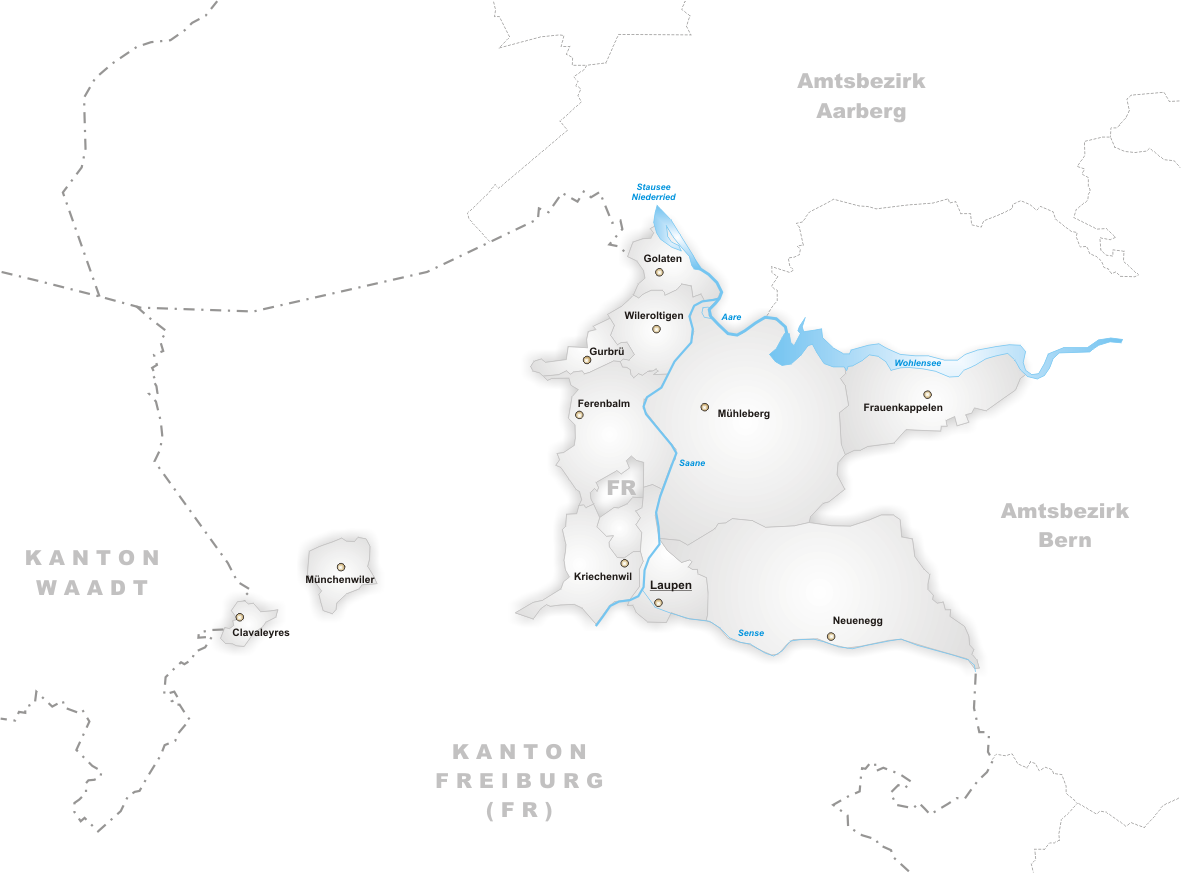
Comuni del distretto di Laupen

- CH-1595 Clavaleyres (comune bernese situato nel territorio del cantone di Friburgo)
- CH-3206 Ferenbalm
- CH-3202 Frauenkappelen
- CH-3207 Golaten
- CH-3208 Gurbrü
- CH-3179 Kriechenwil
- CH-3177 Laupen
- CH-3203 Mühleberg
- CH-1797 Münchenwiler (comune bernese situato nel territorio del cantone di Friburgo)
- CH-3176 Neuenegg
- CH-3207 Wileroltigen